# Extraliga hokejbalu 2013/2014
Ford Credit Extraliga 2013/2014 začala 30. srpna 2013 a základní část se hrála do 5. dubna 2014. Nadstavbová část se začala hrát 12. dubna 2014 a současně s ní i Play-out. Poté bude následovat Play-off a po odehrání Play-out baráž.

## Rozmístění klubů podle krajů
- Středočeský kraj:
  - HBT Vlašim
  - HBC ALPIQ Kladno
- Pardubický kraj:
  - HBC Autosklo-H.A.K. Pardubice
  - SK OEZ Testa Letohrad
- Ústecký kraj:
  - Elba DDM Ústí nad Labem
  - HBC Pento Most
- Moravskoslezský kraj:
  - HbK Karviná
  - HBC Enviform Třinec
- Praha:
  - HC Kert Park Praha
- Plzeňský kraj:
  - HBC Škoda Plzeň
- Královéhradecký kraj:
  - HBC Hradec Králové 1988
- Kraj Vysočina:
  - SK TOPTRANS Jihlava

## Systém soutěže
Extraligu hrálo 12 týmů. Základní část se hrála od srpna do dubna, kdy se všechny týmy utkaly dvakrát každý s každým, vždy jednou doma a jednou venku. Každé mužstvo tak odehrálo v základní části 22 zápasů. Mužstva na prvním až osmém místě postoupila do nadstavbové části. Která se rozdělila na dvě skupiny. První skupinu tvořily týmy na 1.-2. a 7.-8. místě a druhou skupinu týmy na 3.-6. místě. Ve skupině se utkaly týmy 1-7, 1-8, 2-7, 2-8 (ve druhé skupině 3-5, 3-6, 4-5, 4-6) vždy jednou doma a jednou venku (každý tým odehrál ve skupině 4 utkání). Poté bude následovat semifinále play-off na 3 vítězná utkání, kde se utkají týmy 1A-2B a 2A-2B. Následuje finále, které bude opět na 3 vítězná utkání. Výhodu 5. zápasu v semifinále a finále určuje umístění po základní části. Play-out odehrají týmy umístěné na 9.-12. místě, kde se všechny utkají dvakrát každý s každým (doma a venku). Získané body se přičítají k bodům získaných v základní části. Poslední mužstvo Play-out odehraje s vítězi západní a východní 1. Ligy baráž o udržení se v extralize. V baráži budou hrát týmy jedenkrát každý s každým na hřišti týmu, který hraje o záchranu v extralize. Vítěz baráže si zajistí účast v příštím ročníku Extraligy.

## Fakta
- 21. ročník samostatné české nejvyšší hokejbalové soutěže
- Vítěz základní části - HBT Vlašim
- Nejproduktivnější hráč - Martin Kruček (HC Kert Park Praha) - 40 bodů
- Nejlepší střelec - Martin Kruček (HC Kert Park Praha) - 25 gólů
- Nejlepší nahrávač Pavel Kubeš (HBC Autosklo-H.A.K. Pardubice) - 20 asistencí
- Celkový vítěz - HBC Alpiq Kladno
- Nejproduktivnější hráč play-off -
- Nejlepší střelec play-off -
- Nejlepší nahrávač play-off -
- Nejužitečnější hráč play-off - Tomáš Kudela (HBC Alpiq Kladno)

## Základní část

### Tabulka po základní části
| Poř. | Tým                           | Z  | V  | VP | PP | P  | VG | OG | B  |
| ---- | ----------------------------- | -- | -- | -- | -- | -- | -- | -- | -- |
| 1.   | HBT Vlašim                    | 22 | 15 | 3  | 0  | 4  | 85 | 51 | 51 |
| 2.   | HBC Autosklo-H.A.K. Pardubice | 22 | 12 | 3  | 1  | 6  | 83 | 53 | 43 |
| 3.   | HBC ALPIQ Kladno              | 22 | 12 | 2  | 3  | 5  | 75 | 43 | 43 |
| 4.   | HC Kert Park Praha            | 22 | 11 | 3  | 3  | 5  | 65 | 50 | 42 |
| 5.   | HBC Hradec Králové 1988       | 22 | 12 | 0  | 4  | 6  | 54 | 45 | 40 |
| 6.   | HBC Pento Most                | 22 | 10 | 2  | 4  | 6  | 62 | 54 | 38 |
| 7.   | HBC Plzeň                     | 22 | 10 | 2  | 1  | 9  | 52 | 48 | 35 |
| 8.   | SK TOPTRANS Jihlava           | 22 | 7  | 3  | 3  | 9  | 60 | 57 | 30 |
| 9.   | HBC Enviform Třinec           | 22 | 7  | 1  | 2  | 12 | 51 | 70 | 25 |
| 10.  | SK Hokejbal Letohrad          | 22 | 4  | 2  | 2  | 14 | 50 | 79 | 18 |
| 11.  | Elba DDM Ústí nad Labem       | 22 | 2  | 4  | 3  | 13 | 47 | 80 | 17 |
| 12.  | HbK Karviná                   | 22 | 3  | 2  | 1  | 16 | 40 | 94 | 14 |

Legenda:
Z = Odehrané zápasy; V = Výhry; VP = Výhry v prodloužení; PP = Prohry v prodloužení; P = Prohry; VG = Vstřelené góly; OG = Obdržené góly; B = Body
|  | Postup do play-off |
|  | Play-out           |

### Nejproduktivnější hráči základní části
| Poř. | Hráč            | Klub                          | Počet utkání | Branky | Asistence | Body |
| ---- | --------------- | ----------------------------- | ------------ | ------ | --------- | ---- |
| 1.   | Martin Kruček   | HC Kert Park Praha            | 21           | 22     | 15        | 40   |
| 2.   | Jan Střecha     | HBT Vlašim                    | 22           | 16     | 15        | 31   |
| 3.   | Ondřej Jobák    | SK TOPTRANS Jihlava           | 22           | 13     | 18        | 31   |
| 4.   | Daniel Hnízdil  | HBC ALPIQ Kladno              | 22           | 11     | 16        | 27   |
| 5.   | Pavel Kubeš     | HBC Autosklo-H.A.K. Pardubice | 22           | 7      | 20        | 27   |
| 6.   | Libor Topolánek | HBT Vlašim                    | 21           | 12     | 14        | 26   |
| 7.   | Jan Langthaler  | Elba DDM Ústí nad Labem       | 20           | 9      | 14        | 23   |
| 8.   | Petr Danko      | SK TOPTRANS Jihlava           | 22           | 14     | 8         | 22   |
| 9.   | Jan Bílý        | HBC Autosklo-H.A.K. Pardubice | 15           | 7      | 15        | 22   |
| 10.  | Čestmír Bruštík | HBC Pento Most                | 18           | 14     | 7         | 21   |

### Nejlepší brankáři v základní části
| Poř. | Hráč         | Klub                          | Počet minut | Branky | Nuly | Průměr |
| ---- | ------------ | ----------------------------- | ----------- | ------ | ---- | ------ |
| 1.   | Jan Jirotka  | HBC ALPIQ Kladno              | 720         | 30     | 3    | 1,88   |
| 2.   | Jan Marek    | HBC Plzeň                     | 895         | 40     | 3    | 2,01   |
| 3.   | Petr Mikl    | HC Kert Park Praha            | 750         | 34     | 3    | 2,04   |
| 4.   | Jan Mroviec  | HBC Hradec Králové 1988       | 794         | 39     | 2    | 2,21   |
| 5.   | Lukáš Heczko | HBC Autosklo-H.A.K. Pardubice | 733         | 37     | 1    | 2,27   |

## Play-off

### Nadstavbová část

#### Skupina A
| Poř. | Tým                           | Z | V | VP | PP | P | VG | OG | B  |
| ---- | ----------------------------- | - | - | -- | -- | - | -- | -- | -- |
| 1.   | HBC Autosklo-H.A.K. Pardubice | 4 | 4 | 0  | 0  | 0 | 17 | 9  | 12 |
| 2.   | HBT Vlašim                    | 4 | 2 | 1  | 0  | 1 | 9  | 4  | 8  |
| 3.   | HBC Plzeň                     | 4 | 1 | 0  | 0  | 3 | 7  | 13 | 3  |
| 4.   | SK TOPTRANS Jihlava           | 4 | 0 | 0  | 1  | 3 | 6  | 13 | 1  |

#### Skupina B
| Poř. | Tým                     | Z | V | VP | PP | P | VG | OG | B |
| ---- | ----------------------- | - | - | -- | -- | - | -- | -- | - |
| 1.   | HBC ALPIQ Kladno        | 4 | 3 | 0  | 0  | 1 | 15 | 4  | 9 |
| 2.   | HBC Pento Most          | 4 | 2 | 1  | 0  | 1 | 10 | 6  | 8 |
| 3.   | HC Kert Park Praha      | 4 | 1 | 0  | 1  | 2 | 10 | 14 | 4 |
| 4.   | HBC Hradec Králové 1988 | 4 | 1 | 0  | 0  | 3 | 8  | 19 | 3 |

Legenda:
Z = Odehrané zápasy; V = Výhry; VP = Výhry v prodloužení; PP = Prohry v prodloužení; P = Prohry; VG = Vstřelené góly; OG = Obdržené góly; B = Body
|  | Postup do semifinále Play-off |

### Pavouk play-off
|  | Semifinále | Semifinále     | Semifinále |  |  | Finále | Finále        | Finále |
|  |            |                |            |  |  |        |               |        |
|  | 2.         | HBC Pardubice  | 3          |  |  |        |               |        |
|  | 6.         | HBC Pento Most | 2          |  |  |        |               |        |
|  |            |                |            |  |  | 2.     | HBC Pardubice | 0      |
|  |            |                |            |  |  | 3.     | HBC A. Kladno | 3      |
|  | 1.         | HBT Vlašim     | 1          |  |  |        |               |        |
|  | 3.         | HBC A. Kladno  | 3          |  |  |        |               |        |

### Semifinále
Semifinále začíná 10. 5. 2014

### Finále
Finále začíná 31. 5. 2014

### Nejproduktivnější hráči play-off
Play-off nyní probíhá.

## Play-out
Play-out nyní probíhá.
| Poř. | Tým                     | Z  | V | VP | PP | P  | VG | OG  | B  |
| ---- | ----------------------- | -- | - | -- | -- | -- | -- | --- | -- |
| 9.   | Elba DDM Ústí nad Labem | 28 | 7 | 5  | 3  | 13 | 69 | 93  | 34 |
| 10.  | HBC Enviform Třinec     | 28 | 9 | 1  | 3  | 15 | 68 | 88  | 32 |
| 11.  | SK Hokejbal Letohrad    | 28 | 5 | 3  | 2  | 18 | 63 | 99  | 23 |
| 12.  | HbK Karviná             | 28 | 5 | 2  | 2  | 19 | 56 | 111 | 21 |

Legenda:
Z = Odehrané zápasy; V = Výhry; VP = Výhry v prodloužení; PP = Prohry v prodloužení; P = Prohry; VG = Vstřelené góly; OG = Obdržené góly; B = Body
|  | Udržení se v extralize |
|  | Baráž o extraligu      |

## Baráž o udržení se v Extralize
Extraligový tým HbK Karviná vyzve na svém hřišti vítěze 1. lig. Baráž začíná 30. května, vítěz si zajistí účast v extralize 2014/2015.
| Poř. | Tým           | Z | V | VP | PP | P | VG | OG | B |
| ---- | ------------- | - | - | -- | -- | - | -- | -- | - |
| 1.   | SK Sudoměřice | 2 | 2 | 0  | 0  | 0 | 5  | 3  | 6 |
| 2.   | TJ Kovo Praha | 1 | 0 | 0  | 0  | 1 | 2  | 3  | 0 |
| 3.   | HbK Karviná   | 1 | 0 | 0  | 0  | 1 | 1  | 2  | 0 |

Legenda:
Z = Odehrané zápasy; V = Výhry; VP = Výhry v prodloužení; PP = Prohry v prodloužení; P = Prohry; VG = Vstřelené góly; OG = Obdržené góly; B = Body
|  | Postup (udržení) do Extraligy |
|  | Sestup (nepostup) do 1. Ligy  |

- 30. květen
  - HbK Karviná - SK Sudoměřice 1:2 (0:0, 1:0, 0:2)
- 31. květen
  - SK Sudoměřice - TJ Kovo Praha 3:2 (2:0, 1:2, 0:0)
- 1. červen
  - HbK Karviná - TJ Kovo Praha -:- (zrušeno)

## Konečná tabulka
| Poř. | Tým                           |
| ---- | ----------------------------- |
| 1.   | HBC ALPIQ Kladno              |
| 2.   | HBC Autosklo-H.A.K. Pardubice |
| 3.   | HBT Vlašim                    |
| 4.   | HBC Pento Most                |
| 5.   | HC Kert Park Praha            |
| 6.   | HBC Hradec Králové 1988       |
| 7.   | HBC Plzeň                     |
| 8.   | SK TOPTRANS Jihlava           |
| 9.   | Elba DDM Ústí nad Labem       |
| 10.  | HBC Enviform Třinec           |
| 11.  | SK Hokejbal Letohrad          |
| 12.  | HbK Karviná                   |

| Umístění | Mužstvo                       | Hráči |
| -------- | ----------------------------- | --- |
| Zlato    | HBC ALPIQ Kladno              | Brankáři: - Obránci: - Útočníci: - Trenéři: - |
| Stříbro  | HBC Autosklo-H.A.K. Pardubice | Brankáři: - Obránci: - Útočníci: - Trenéři: - |
| Bronz    | HBT Vlašim                    | Brankáři: Michal Straka, Filip Šindelář, Michal Šupík, Miloš Krejčíř Obránci: Josef Blažek, Martin Čičitka, Jan Nýdl, Marián Juráček, Ondřej Kieler, Jan Střeska, Martin Špale, Tomáš Gärtner Útočníci: Jan Střecha, Tomáš Horák, Libor Topolánek, Pavel Dušek, Martin Konečný, Tomáš Wróbel, Jakub Šindelář, Michal Průcha, Jan Bartejs, Libor Slanina, Petr Burda, Adam Herwig, Lukáš Pilc Trenéři: Václav Čičatka |